# Mylesinus paucisquamatus
Mylesinus paucisquamatus är en fiskart som beskrevs av Michel Jégu och Santos, 1988. Mylesinus paucisquamatus ingår i släktet Mylesinus och familjen Characidae. Inga underarter finns listade i Catalogue of Life.